# Sidney Harth
Sidney Harth (ur. 5 października 1925 w Cleveland w stanie Ohio, zm. 15 lutego 2011 w Pittsburghu) – amerykański skrzypek, dyrygent i pedagog muzyczny.

## Życiorys
Studiował u Josepha Knitzera w Cleveland Institute of Music, w 1947 roku uzyskując stopień Bachelor of Arts. Następnie był uczniem Josepha Fuchsa, Mishela Piastra i George’a Enescu. W 1948 roku otrzymał Naumburg prize. Debiutował w 1949 roku recitalem w nowojorskiej Carnegie Hall. Pełnił funkcję asystenta dyrygenta Louisville Orchestra (1953–1958) i koncertmistrza Chicago Symphony Orchestra (1959–1962). W 1957 roku zdobył II nagrodę na III Międzynarodowym Konkursie Skrzypcowym im. Henryka Wieniawskiego w Poznaniu. Od 1963 do 1973 roku kierował wydziałem muzyki na Carnegie-Mellon University w Pittsburghu. W latach 1973–1979 był zastępcą dyrygenta Los Angeles Philharmonic. Od 1977 do 1979 roku pełnił funkcję dyrektora muzycznego Puerto Rico Symphony Orchestra. Wykładał orkiestrację na Mannes College of Music w Nowym Jorku (1981–1984) i grę na skrzypcach w State University of New York (1981–1982). Od 1990 do 1993 roku był dyrektorem muzycznym Northwest Chamber Orchestra.
Wielokrotnie koncertował w Europie, wystąpił m.in. w Polsce (1959, 1986) i Związku Radzieckim (1961, 1966). W swoim repertuarze obok klasycznych dzieł skrzypcowych posiadał także utwory współczesne, był pierwszym wykonawcą Tematu z wariacjami op. 71 Wallingforda Rieggera, Improwizacji op. 89 Edmunda Rubbry i Colloquies Normana Dello Joio. Koncertował także jako kameralista, był członkiem zespołów Woodstock String Quartet (1951–1952) i Musical Arts Quartet (1952–1953). Jego żoną była skrzypaczka Teresa Testa Harth, z którą często występował w duecie. Dokonał licznych nagrań płytowych.
Grał na skrzypcach „Comte d’Armaille” Antonio Stradivariego z 1737 roku.